# Ali Kooli
Ali Kooli (arabe : علي الكعلي), né le 20 août 1964 à Tunis, est un banquier et homme politique tunisien. Il est ministre de Économie, des Finances et de l'Appui à l'investissement du 2 septembre 2020 au 2 août 2021.

## Biographie

### Enfance et éducation
Fils de Mongi Kooli, avocat et ministre sous la présidence de Habib Bourguiba, Ali Kooli est titulaire d'un diplôme des études préparatoires de l'Institut des hautes études commerciales de Nice et d'un diplôme de master en management de l'École supérieure de management de Lyon.

### Carrière professionnelle
Il occupe ensuite des postes de directions dans le secteur bancaire : directeur adjoint de la filiale japonaise de l'Union de banques arabes et françaises (1995-1998), responsable de développement à la Société générale (1998-2002), directeur général adjoint puis directeur général de l'Union internationale de banques (2002-2004) puis directeur général et membre du conseil d'administration de la filiale jordanienne de la Société générale (2007-2010). En 2010, il devient directeur général de la filiale tunisienne de l'Arab Banking Corporation (en) et dirige l'Arab Leasing Corporation de 2016 à 2019.

### Carrière politique
Membre fondateur du parti Afek Tounes, il refuse de prendre la tête du ministère des Finances à la suite des propositions de Habib Jemli puis Elyes Fakhfakh.
Le 2 septembre 2020, il est nommé à la tête d'un grand ministère de l'Économie, des Finances et de l'Appui à l'investissement dans le gouvernement de Hichem Mechichi. Cette nomination à la tête d'un grand ministère rassemblant plusieurs secteurs et responsabilités lui donne alors le surnom de « super ministre de l'Économie ».
En décembre 2020, il est hospitalisé à Paris pour avoir contracté le virus de la Covid 19. En janvier 2021, il est annoncé guéri et rétabli.
En mai 2021, il dirige la délégation gouvernementale qui présente au Fonds monétaire international un programme de réformes économiques pour la Tunisie afin d'obtenir un nouvel accord afin de le financer. Sami Tahri, secrétaire général adjoint de l'Union générale tunisienne du travail, dénonce l'absence d'un représentant de son syndicat dans cette délégation.
Le 2 août 2021, il est limogé par le président Kaïs Saïed.

### Vie privée
Il est marié et père de deux enfants.